# Неизвестный солдат (роман)
«Неизвестный солдат» (фин. Tuntematon sotilas) — военный роман финского писателя Вяйнё Линна, опубликованный 3 декабря 1954 года. В нём описывается опыт финской пулемётной роты во времена советско-финской войны (1941—1944). Книга основана на военном опыте автора, Вяйнё Линна, однако все персонажи романа вымышлены. Это произведение является одним из самых известных финских романов. «Неизвестный солдат» был трижды экранизирован (в 1955, 1985 и 2017 гг.), а также переведён более чем на 20 языков мира. Роман был также издан в полном первоначальном варианте под названием «Военный роман» (2000).
Герои романа — обычные финны, приехавшие на фронт из разных уголков страны и потому говорящие на различных диалектах. Роман поразил читательскую публику новым уровнем искренности и реалистичности, что связано с избранным автором углом зрения — взгляда рядового солдата на военные события. Обладатели высоких чинов считали, что роман создаёт ложное впечатление о данном этапе в истории Финляндии, в то время как его популярность среди широкой публики показывает, что неприукрашенный реализм находит отклик у читателя. Читатели, которые сами служили на передовой, восприняли роман как хорошую, достоверно отражающую мысли и слова фронтовиков, книгу о войне. Согласно аннотации издательства WSOY, «Неизвестный солдат» — это «критика войны и памятник финскому солдату». Выход романа в 1954 году повлёк за собой массу дискуссий читателей на тему жестокости и бессмысленности войны. Жанрово роман примыкает к тому типу прозы о войне, которая делает ставку на изображение повседневности рядового солдата или младшего офицера, не избегает описаний сложного отношения к происходящему, этических конфликтов, неизбежно возникающих во время боевых действий (см. Лейтенантская проза).

## Сюжет
События «Неизвестного солдата» начинаются в июле 1941 года, вскоре после начала советско-финской войны, которая в финской историографии называется «войной-продолжением». Герои романа, солдаты финской пулемётной роты, получают приказ двигаться в направлении советской границы. Попавшие не по своей воле на войну, финские солдаты сначала чувствуют уверенность в себе и в том, что защита верхних слоёв и вторжение на чужую территорию — это их долг. Они завоёвывают Петрозаводск и активно продвигаются на восток. Однако дальше всё идёт не так гладко, и наступает период позиционной войны. Герои сталкиваются с суровыми испытаниями и со временем понимают всю жестокость и безнадёжность войны.

## Экранизации
Роман был трижды экранизирован. Первая экранизация появилась в 1955 году, в качестве режиссёра выступил Эдвин Лайне. По просьбе режиссёра автор романа Вяйнё Линна написал для каждого актёра, исполняющего главную роль, краткую характеристику его персонажа.
Второй раз роман получил кинематографическое воплощение в 1985 году (режиссёр Рауни Мольберг). За первый год проката фильм посмотрело 590 271 человек. Кинокартина получила три национальных кинопремии «Юсси»: за режиссуру (Рауни Мольберг) и актёрскую игру (Ристо Туорила, за роль младшего лейтенанта Коскела; Пааво Лиски за роль младшего сержанта Рокка).
В 2017 году, к столетию независимости Финляндии, на экраны вышла третья экранизация романа. Режиссёром картины, а также одним из сценаристов и продюсеров, выступил Аку Лоухимиес. Кинолента набрала более 1 млн просмотров в Финляндии. Также на основе фильма был снят пятисерийный сериал, первая серия которого была показана 30 декабря 2018 года на телеканале Yle TV1. Все серии были выпущены одновременно на сервисе потокового вещания Yle Areena.

## Переводы
Роман «Неизвестный солдат» переведён на 24 языка. Одними из первых переводов были переводы на датский (1955) и шведский языки (1955). В числе языков переводов присутствуют, среди прочих, марийский (2006, 2008) и китайский (1997) языки, а также иврит (1984). Первый перевод на русский язык Владимира Смирнова и Ирмы Марциной был издан в 1991 году. В 2017 году в издательстве «Историко-культурный центр карельского перешейка» вышел второй перевод финского военного романа на русский язык авторства российского историка и писателя Баира Иринчеева.